# Calcariidae
Famille
Les Calcariidae (ou calcariidés en français) sont une famille de passereaux constituée de trois genres et de six espèces. Les espèces de cette famille portent le nom normalisé CINFO de « plectrophane », mais sont plus simplement appelées « bruants » dans le langage courant, bien qu'ils ne soient pas directement apparentés aux Emberizidae, les bruants « vrais ».

## Systématique
Il a été confirmé par études ADN des espèces de cette famille qu'elles formaient bien un clade séparé des Emberizidae. Alström et al. (2008) ont proposé de les placer dans la tribu des Calcariini, mais le Congrès ornithologique international les a placés dans une famille séparée. Dans ce clade, il a été montré par Klicka et al. que C. mccownii était plus proche des espèces du genre Plectrophenax que de celles du genre Calcarius. Il a donc été décidé par l'American Ornithologists' Union (2010) de la placer dans un genre séparé.

## Liste des genres
Selon la classification du Congrès ornithologique international (version 5.2, 2015) :
- genre Calcarius (3 espèces)
- genre Plectrophenax (2 espèces)
- genre Rhynchophanes (1 espèce)

## Liste des espèces
D'après la classification de référence (version 5.2, 2015) du Congrès ornithologique international (ordre phylogénique) :
- Rhynchophanes mccownii – Plectrophane de McCown
- Calcarius lapponicus – Plectrophane lapon
- Calcarius pictus – Plectrophane de Smith
- Calcarius ornatus – Plectrophane à ventre noir
- Plectrophenax nivalis – Plectrophane des neiges
- Plectrophenax hyperboreus – Plectrophane blanc